# Kato (Hyogo)
Katō (Japans: 加東市, Katō-shi) is een stad in de Japanse prefectuur Hyogo. Op 1 maart 2008 had de stad naar schatting 39.932 inwoners en een bevolkingsdichtheid van 254 bewoners per km². Het totale gebied beslaat 157,49 km².

## Geschiedenis
Op 20 maart 2006 ontstond Kato uit de samenvoeging van de plaatsen Yashiro, Takino en Tojo.

## Verkeer
- Wegen:

Katō ligt aan de Chugoku-autosnelweg en aan de autowegen 175 en 372.
- Trein
  - JR West-Kakogawa-lijn :
    - Station Yashirochō
    - Station Takino
    - Station Taki

## Bekende personen
- Eri Yamaguchi

## Partnersteden
- Olympia (Washington)